# Dipsochelys grandidieri
Dipsochelys grandidieri là một loài rùa trong họ Testudinidae. Loài này được Vaillant mô tả khoa học đầu tiên năm 1885.